# Diane Dixon
Diane Dixon, född den 23 september 1964 i Brooklyn, New York USA, är en amerikansk före detta friidrottare som tävlade på 400 meter.
Dixons genombrott kom när hon vann guld på 400 meter inomhus vid VM i Paris 1985 på tiden 53,35. Vid VM utomhus 1987 sprang hon första sträckan i det amerikanska stafettlag på 4 x 400 meter som blev bronsmedaljörer efter Östtyskland och Sovjetunionen.
Dixon deltog vid Olympiska sommarspelen 1988 i Seoul där hon slutade på femte plats på 400 meter med tiden 50,72. Tillsammans med Denean Howard, Valerie Brisco-Hooks och Florence Griffith Joyner blev hon silvermedaljörer på 4 x 400 meter. Tiden 3.15,51 var snabbare än det då gällande omöjliga världsrekordet som Östtyskland hade. Dock fick USA se sig besegrade av Sovjetunionen som vann på tiden 3.15,18. 
Vid VM inomhus 1989 slutade Dixon tvåa på 400 meter på tiden 51,77 slagen av tyskan Helga Arendt. Däremot lyckade Dixon vinna guld på 400 meter vid nästa inomhus VM som gick i Sevilla 1991, denna gång på det nya mästerskapsrekordet 50,64. Utomhus samma år deltog hon vid VM i Tokyo där hon blev sist i finalen på 400 meter på tiden 51,73 men silvermedaljör på 4 x 400 meter efter Sovjetunionen. 